# 60th Street Tunnel
Il 60th Street Tunnel è un tunnel della metropolitana di New York situato sotto l'East River e Roosevelt Island, tra Manhattan e il Queens, aperto al traffico il 1º agosto 1920. I binari all'interno sono parte della linea BMT Broadway, utilizzata, in questo tratto, da tre services, le linee N, Q e R.

## Storia
Il tunnel venne costruito come parte dei Dual Contracts, stipulati tra l'Interborough Rapid Transit Company e la Brooklyn Rapid Transit Company nel 1913. I piani originali prevedevano, tuttavia, l'utilizzo del ponte di Queensboro, cha attraversa l'East River partendo dalla 59th Street a Manhattan e arrivano presso Queens Plaza, nel Queens.
Successivamente, un'indagine condotta nel 1907, in seguito del crollo del ponte di Quebec, dimostrò però che il ponte non sarebbe stato in grado di reggere il peso aggiuntivo dei treni della metropolitana. Si optò quindi per costruire un tunnel a nord del ponte e Clifford Milburn Holland fu l'ingegnere incaricato del compito.
Il tunnel fu aperto la domenica del 1º agosto 1920, alle due del mattino, lo stesso giorno del Montague Street Tunnel. Il servizio regolare iniziò il successivo lunedì 2 agosto. Queste due nuove gallerie permettevano di effettuare un viaggio lungo 29 km, da Coney Island, attraverso Manhattan, fino al Queens a un costo di soli 5 centesimi. All'epoca, il costo finale del tunnel era di 5.617.008,97 dollari, circa la metà rispetto al Montague Street Tunnel.
In origine, il tunnel collegava la linea BMT Broadway alla sola stazione di Queensboro Plaza, poiché a causa della differente larghezza tra il materiale rotabile dell'IRT e quello della Brooklyn-Manhattan Transit Corporation, quest'ultimo non poteva circolare sulla linee Astoria e Flushing. In seguito, nel 1949, dopo una serie di lavori, la linea Astoria diventò accessibile ai treni della BMT.

## 60th Street Tunnel Connection
Con il nome 60th Street Tunnel Connection si suole indicate una linea, intesa come infrastruttura, della metropolitana di New York che collega il 60th Street Tunnel alla linea IND Queens Boulevard, a ovest di Queens Plaza, Long Island City, Queens. È conosciuta anche come 11th Street Connection, dal nome della strada sotto la quale la linea è situata; non possiede stazioni ed è utilizzata solo dalla linea R.
La connessione venne aperta il 1º dicembre 1955, permettendo così ai treni della Brooklyn-Manhattan Transit Corporation di usare la linea IND Queens Boulevard; il primo servizio ad utilizzarla fu la linea Brighton Beach Local via Tunnel.